# Driftpile River
Der Driftpile River  ist ein 138 km langer Zufluss des Kleinen Sklavensees (englisch Lesser Slave Lake) in der kanadischen Provinz Alberta. Der Flussname leitet sich von dem Umstand ab, dass sich  gewöhnlich am Unterlauf Treibholz ansammelt.

## Flusslauf
Der Driftpile River entspringt in den Swan Hills. Das Quellgebiet befindet sich 30 km westnordwestlich der Gemeinde Swan Hills auf einer Höhe von etwa 1260 m. Der 12 km lange Oberlauf heißt auch Goldsmith Creek. Der Driftpile River fließt bis Flusskilometer 85 in nordnordöstlicher Richtung. Anschließend wendet er sich in Richtung Nordnordwest. Bei Flusskilometer 60 trifft der Little Driftpile River linksseitig auf den Fluss. Dieser wendet sich im Anschluss nach Norden und schließlich nach Nordosten. Etwa 27 km oberhalb der Mündung kreuzt der Alberta Highway 2 den Flusslauf. Schließlich mündet der Driftpile River an einer Landzunge in das Südufer des Kleinen Sklavensees. Im Unterlauf bildet der Driftpile River zahlreiche enge Flussschlingen und Altarme aus. 
Unweit vom Flussufer des Driftpile River befindet sich am Alberta Highway 2 die Siedlung Driftpile, das Zentrum der Driftpile First Nation (auch „Driftpile Cree Nation“).

## Hydrologie
Am Pegel 07BF001, am Alberta Highway 2 bei Flusskilometer 27 gelegen, beträgt der mittlere Abfluss (MQ) 5,8 m³/s. Der höchste monatliche mittlere Abfluss tritt im Mai auf und liegt bei 18,6 m³/s.